# Avanavero Airstrip
Avanavero Airstrip is een landingsstrook in het westen van district Sipaliwini in Suriname. De baan werd aangelegd in de jaren zeventig als onderdeel van Operation Grasshopper.  Met een lengte van circa 1200 meter is het een van de langere airstrips in het binnenland van Suriname.

## Ligging
De airstrip is via een weg aangesloten op de verbindingsweg tussen Matapi en Bakhuis in het oosten. Iets ten westen liggen de Avanaverovallen, een stroomversnelling (sula) in de Kabaleborivier, en het Wanawiro Natuurpark.

## Crimineel gebruik en justitieel optreden

### 2007: Vernietiging na ontdekking smokkelactiviteiten
In juni 2007 werd de airstrip onklaar gemaakt door een eenheid van het Surinaamse leger en de politie, na aanwijzingen dat de baan in gebruik was door een criminele organisatie betrokken bij drugs- en wapensmokkel. Sporen op de baan duidden op frequente landingen door zwaarbeladen vliegtuigen. De baan werd met explosieven onklaar gemaakt om verder gebruik te verhinderen.

### 2021: Noodlanding en drugssporen
Op 11 april 2021 maakte een vliegtuig een noodlanding op de landingsbaan bij Avanavero. Kort na de landing werd het toestel onbeheerd en leeg aangetroffen; van de piloot ontbrak ieder spoor. Tijdens een daaropvolgend onderzoek werden sporen van verdovende middelen in het vliegtuig aangetroffen. Het toestel werd in beslag genomen door de politie.

### 2022: Baan opnieuw onklaar gemaakt
Op 1 december 2022 werd de landingsbaan opnieuw onklaar gemaakt door het Justitieel Interventie Team (JIT), met ondersteuning van het Nationaal Leger. Hoewel het een legale landingsbaan betrof, bleek uit onderzoek dat deze wederom werd gebruikt voor illegale activiteiten.

### 2024:  Landingsbaan opnieuw onbruikbaar gemaakt
In mei 2024 werd vastgesteld dat de in 2022 onklaar gemaakte landingsbaan was gerehabiliteerd en opnieuw in gebruik was genomen voor illegale landingen. Patrouilles troffen duidelijke sporen van gebruik aan. In opdracht van het Openbaar Ministerie werd de baan opnieuw onklaar gemaakt door het JIT in samenwerking met het Nationaal Leger.